# Lo stadio di Wimbledon
Lo stadio di Wimbledon è il primo romanzo pubblicato nel 1983 dallo scrittore italiano Daniele Del Giudice.

## Trama
La voce narrante, che non ha un nome, è un giovane che ambisce a diventare scrittore; si reca a Trieste sulle tracce di un uomo di cultura di nome Roberto Bazlen. Bazlen era un conoscente di Italo Svevo e di Eugenio Montale, frequentò il mondo delle lettere, si interessò sempre di scrittura eppure non scrisse mai nulla.
Il narratore appare incuriosito dall'apparente distanza che Bazlen vedeva tra la letteratura e la vita; coloro che lo conobbero, ancora quasi tutti in vita e molto disponibili a incontrarlo e aiutarlo nella ricerca, sostengono che Bazlen “scriveva la vita degli altri”. La distanza temporale dagli avvenimenti non favorisce la comprensione. Quasi tutti gli intervistati indicano come essenziale la testimonianza di Ljuba Blumenthal, un'ebrea espatriata in Inghilterra durante le leggi razziali fasciste; la donna è la destinataria di una breve poesia di Montale, “A Ljuba che parte”.
Ancora senza una risposta al suo quesito, il narratore si reca a Londra, per la precisione a Wimbledon dove vive la donna. Avrà con lei due colloqui che innescheranno, volontariamente o meno, una soluzione. Durante un breve passaggio dal vuoto stadio di Wimbledon, il narratore cesserà di porsi la domanda che l’aveva spinto a recarsi a Trieste all'inizio della sua ricerca.

## Critica
Il romanzo d'esordio di Daniele Del Giudice è attraversato da un forte senso d'inquietudine; la ricerca del narratore senza nome si svolge intorno a un dilemma, “perché Bobi Bazlen non ha scritto nulla?” che si scioglie solo poco prima del finale, e in maniera ambigua. D'altronde lo stesso stile scelto dall'autore lo rende di interpretazione non univoca: è una storia inventata ma con personaggi reali, in bilico tra saggio e réportage, quasi un apocrifo, sorretto da una tensione sottile e una struttura circolare. Il narratore passa da un'intervista all'altra muovendosi in un ambiente geografico che non è il suo, fra Trieste e Londra, per raccontare la vita di un uomo che in vita non ha voluto raccontare nulla.
Secondo Italo Calvino, la “domanda” dell'io narrante a Bobi Bazlen potrebbe essere formulata esplicitamente così:
Lo stile usato da Del Giudice è ricercato e particolare, con l'effetto di un ingrandimento istantaneo dell'oggettività: dà l'impressione che non vi sia nessuna volontà di raccontare e che sia sorretto solo dall'esigenza di autoriflessione, con alcune divagazioni che al contrario disintegrano ogni traccia di oggettività. La tensione della ricerca è risolta nel finale, quando il narratore cessa di domandarsi quale sia il rapporto tra la scrittura e la vita: a quel punto anche il lettore, che ha seguito l'intero percorso, è propenso alla medesima soluzione, che è una soluzione dell'intreccio narrativo ma non del quesito di fondo.

## Opere derivate
Il romanzo è stato adattato al cinema da Mathieu Amalric sotto il titolo Le stade de Wimbledon (2002), con l'attrice Jeanne Balibar nel ruolo principale.

## Edizioni
- Daniele Del Giudice, Lo stadio di Wimbledon, Collana Nuovi Coralli n.350, Torino, Einaudi, 1983, 1997,  p. 127, ISBN 978-88-061-4109-7. - Collana Einaudi Tascabili n.358, Einaudi, 1996-2009, ISBN 978-88-061-4109-7; Nota di Italo Calvino,[3] Collana Supercoralli, Einaudi, 2021, ISBN 978-88-062-5239-7.